# Friedrich II. von Walchen
Friedrich von Walchen († 7. April 1284 in Friesach) war als Friedrich II. Erzbischof von Salzburg.

## Leben
Friedrich stammte aus einem Pinzgauer Adelsgeschlecht. Um 1244 war er bereits Domherr und Stadtpfarrer von Salzburg. 1265 wurde er Dompropst. Er brachte die schwierige Lage, in der sein Vorgänger das Erzstift hinterlassen hatte, bald wieder ins Lot und nahm 1274 am Konzil von Lyon teil. In Salzburg hielt er ebenfalls 1274 neben der feierlichen Weihe des Domes eine Synode ab und belehnte die Kinder König Rudolfs I. 1277 mit Lehen in der Steiermark und in Österreich, wodurch ein Grundstein der späteren Hausmacht der Habsburger gelegt wurde. Im Konzil zu Salzburg des Jahres 1281 beschäftigte sich Friedrich mit inneren Fragen der Salzburger Kirche und deren Reform.
Friedrich von Walchen wurde im Salzburger Dom vor dem Altar des heiligen Virgil beigesetzt.